# Albanie aux Jeux paralympiques
L'Albanie a participé pour la première fois aux Jeux paralympiques aux Jeux paralympiques d'été de 2012 à Londres en cyclisme avec Haki Doku et n'a remporté aucune médaille depuis son entrée en lice dans la compétition.  